# Championnat de république démocratique du Congo de football de deuxième division 2014
Navigation
Tournoi de la montée 2013 Tournoi de la montée 2015
Le Tournoi de la montée 2014 est la troisième édition de la compétition jouant office de la seconde division en RDC, réunissant tous les champions provinciaux afin que certains soient promu en Linafoot, elle est organisée par la FECOFA. Cette compétition est jouée sous forme de trois mini-coupe en fonction des zones footballistique en RDC. La zone Est (Nord-Kivu, Sud-Kivu, Maniema, Province Orientale), la zone centre-sud (Katanga, Kasaï-Occidental, Kasaï-Oriental) et la zone ouest (Kinshasa, Bandundu, Équateur, Bas-Congo).

## Participants

### Zone est
- AC Capaco, Nord-Kivu, commence au tour préliminaire
- AS Kabasha, Nord-Kivu, commence au tour préliminaire
- OC Bukavu Dawa, Sud-Kivu
- AC Kamisungu Kalima, Maniema
- CS El Dorado, Province Orientale

### Zone centre-sud
- AS Kilimandjaro, Katanga
- JSG Bazano, Katanga
- AS Bantous, Kasaï-Oriental
- AS Saint-Luc, Kasaï-Occidental

### Zone ouest
- FC Tonnerre Matadi, Bas-Congo
- AS Saint-Hyppolite, Bandundu
- RCK, Kinshasa
- Véa Sport Mbandaka, Équateur

## Tours préliminaires
Les tours préliminaires n'ont lieux que pour la zone entre les deux équipes du Nord-Kivu,à Bukavu au Stade la Concorde
| 17 septembre 2014 | AC Capaco (EUFBENI) | 0 - 0   | AS Kabasha (EUFGOM) | Stade de la Concorde, Bukavu |                   |
| 14h30'(CAT)       |                     | (0 - 0) |                     | Diffuseur : aucun            | Diffuseur : aucun |
| 14h30'(CAT)       | Tirs au but 4 - 1   |         |                     | Diffuseur : aucun            | Diffuseur : aucun |

## Phase finale
Pour la phase finale les 10 autres équipes sont rejointes par le vainqueur du match préliminaire.

### Zone est

#### Demi-finales
| 18 septembre 2014 | OC Bukavu Dawa (LIFSKI) | 2 - 1 | CS El Dorado (LIFPO) | Stade de la Concorde, Bukavu |                   |
| 14h30'(WAT)       |                         | (?)   |                      | Diffuseur : aucun            | Diffuseur : aucun |

| 19 septembre 2014 | AC Capaco (EUFBENI) | 3 - 0 | AS Kamisungu Kalima (LIFMAN) | Stade de la Concorde, Bukavu |                   |
| 14h30'(WAT)       |                     | (?)   |                              | Diffuseur : aucun            | Diffuseur : aucun |

#### Finale
| 21 septembre 2014 | AC Capaco (EUFBENI) | 1 - 1 | OC Bukavu Dawa (LIFSKI) | Stade de la Concorde, Bukavu |                   |
| 14h30'(WAT)       |                     | (?)   |                         | Diffuseur : aucun            | Diffuseur : aucun |
| 14h30'(WAT)       | Tirs au but 4 - 3   |       |                         | Diffuseur : aucun            | Diffuseur : aucun |

### Zone centre-sud

#### Demi-finales
| 18 septembre 2014 | AS Kilimandjaro (EUFLIK) | 0 - 1 | JSG Bazano (EUFLU) | Stade Tshikisha, Mbuji-Mayi |                   |
| 14h30'(WAT)       |                          | (?)   |                    | Diffuseur : aucun           | Diffuseur : aucun |

| 19 septembre 2014 | AS Bantous (LIFKOR) | 1 - 0 | AS Saint-Luc (LIFKOC) | Stade Tshikisha, Mbuji-Mayi |                   |
| 14h30'(WAT)       |                     | (?)   |                       | Diffuseur : aucun           | Diffuseur : aucun |

#### Finale
| 22 septembre 2014 | AS Bantous (LIFKOR) | 0 - 0   | JSG Bazano (EUFLU) | Stade Tshikisha, Mbuji-Mayi |                   |
| 14h30'(WAT)       |                     | (0 - 0) |                    | Diffuseur : aucun           | Diffuseur : aucun |
| 14h30'(WAT)       | Tirs au but 4 - 3   |         |                    | Diffuseur : aucun           | Diffuseur : aucun |

### Zone ouest

#### Demi-finale
| 18 septembre 2014 | AS Saint-Hyppolite (LIFBAND) | 0 - 2 | RCK (EPFKIN) | Stade du 6 mai, Bandundu (ville) |  |
| 15h30'(WAT)       |                              | (?)   |              |                                  |  |

| 19 septembre 2014 | FC Tonnerre Matadi (LIFBACO) | 0 - 0   | Véa Sport (LIFÉQUA) | Stade du 6 mai, Bandundu (ville) |  |
| 15h30'(WAT)       |                              | (0 - 0) |                     |                                  |  |
| 15h30'(WAT)       | Tirs au but 4 - 2            |         |                     |                                  |  |

### Finale
| 22 septembre 2014 | RC Kinshasa (EPFKIN) | 1 - 0 | FC Tonnerre Matadi(LIFBACO) | Stade du 6 mai, Bandundu |                   |
| 15h30'(WAT)       | ?                    |       | ?                           | Diffuseur : Aucun        | Diffuseur : Aucun |

## Bilan de la saison
| Championnat de république démocratique du Congo de football de deuxième division 2013-2014 |                                                                            |
| Champion                                                                                   | RC Kinshasa (Zone ouest) AC Capaco (Zone est) AS Bantous (Zone centre-sud) |
| Promotions et relégations                                                                  |                                                                            |
| Promus en Vodacom Ligue 1\|Vodacom Super Ligue                                             | AC Capaco                                                                  |
| Promus en Vodacom Ligue 1\|Vodacom Super Ligue                                             | AS Bantous                                                                 |
| Promus en Vodacom Ligue 1\|Vodacom Super Ligue                                             | RCK                                                                        |
| Promus en Vodacom Ligue 1\|Vodacom Super Ligue                                             | JSG Bazano                                                                 |
| Relégués en Ligues régionales                                                              | Aucun                                                                      |